# Peratophaea apicalis
Peratophaea apicalis är en fjärilsart som beskrevs av Swinhoe 1904. Peratophaea apicalis ingår i släktet Peratophaea och familjen nattflyn. Inga underarter finns listade i Catalogue of Life.